# لحد خاطر
لحد خاطر (1881-1975) كان مدرسًا ومؤرخًا وصحفيًا وكاتبًا لبنانيًا عربيًّا مسيحيًّا. عمل محررًا لمجلة يسوعية بعنوان مجلة البشير [الإنجليزية] بين عامي 1924 و1947، وأيضًا لمجلة المشرق.

## سيرته
وُلِد خاطر في قرية بتاتر قضاء عاليه، في الأول من آذار سنة 1881. وبعد تخرجه من ثانوية الحكمة في بيروت بدأ العمل مدرسًا. وفي وقت لاحق انضم إلى جامعة القديس يوسف وكلية الفرير. أنشأ مدرسة في قريته وكان مدرسًا فيها.
في عام 1924 أصبح خاطر محررًا لمجلة البشير ، وظل في هذا المنصب حتى عام 1947 عندما أغلقت المجلة. نشر العديد من الكتب معظمها عن تاريخ لبنان. كتابه عهد المتصرفين في لبنان 1861-1918 والذي صدر في بيروت عام 1967 يتناول الأحداث السياسية الرئيسية في لبنان في الفترة ما بين 1861 و1918. توفي سنة 1975.